# Xocalı Rayonu
Xocalı Rayonu (azerbajdzjanska: Xocalı) är ett distrikt i Azerbajdzjan. Det ligger i den centrala delen av landet, 270 km väster om huvudstaden Baku. Antalet invånare är 24 787.
Följande samhällen finns i Xocalı Rayonu:
- Xocalı
- Kirkidzhan
- Askyaran
- Nyuragyukh
- Chanakhchy
- Badara
- Almalı
- Xanyurdu
- Shushikend
- Khramort
- Sarushen
- Seyidshen
- Harov
- Siğnax
- Pircamal
- Xanyeri
- Qayabası
- Dağdağan
- Naxçıvanlı
- Xaçmaç
- Sardarashen
- Mekhtishen
- Ilis
- Qızıloba
- Armenabad
- Aşağı Yemişcan
- Dashushen
- Ağbulaq
- Rev

Omgivningarna runt Xocalı Rayonu är en mosaik av jordbruksmark och naturlig växtlighet. Runt Xocalı Rayonu är det ganska glesbefolkat, med 27 invånare per kvadratkilometer.